# Engelsk säckknop

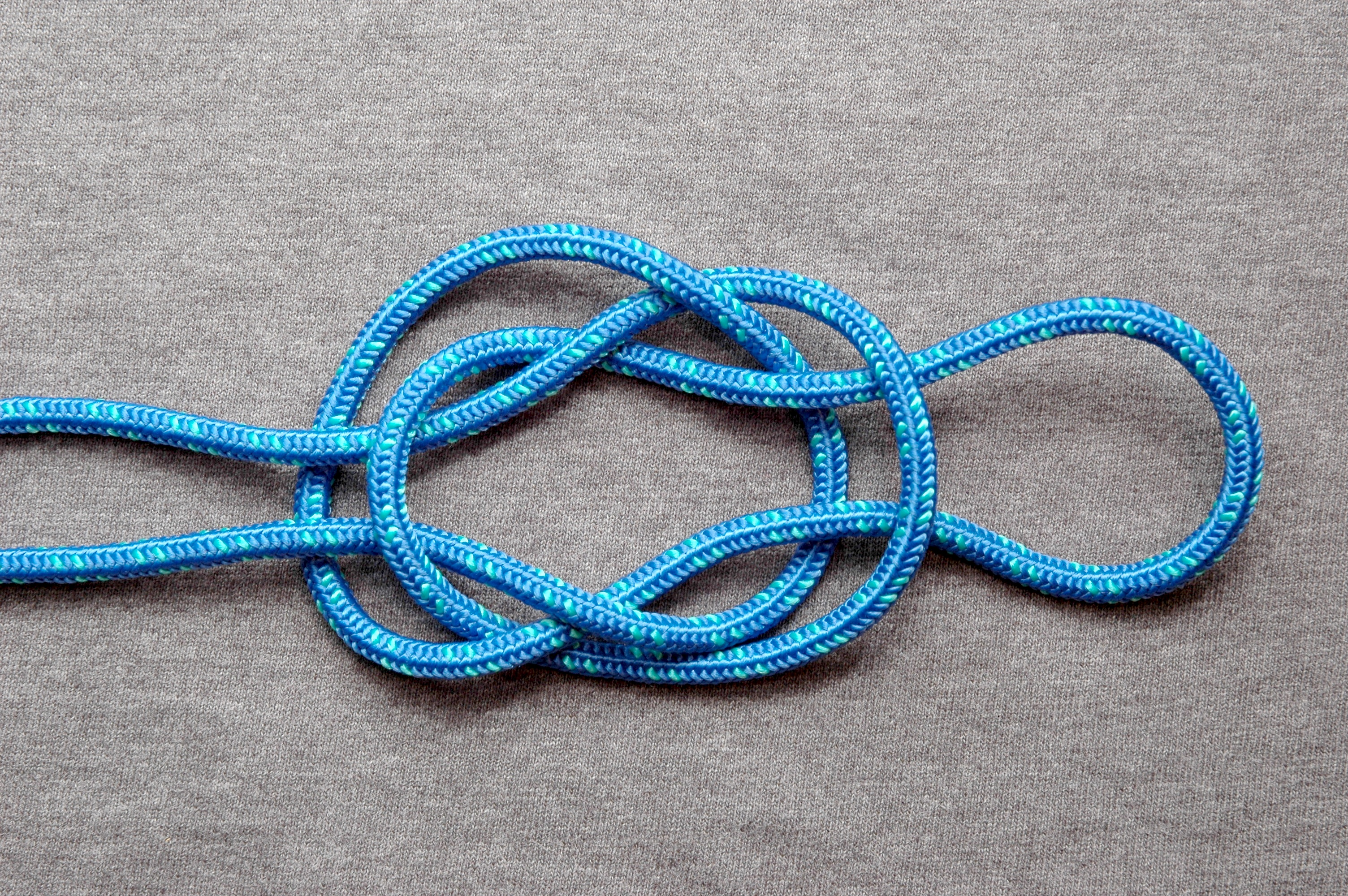
Engelsk säckknop

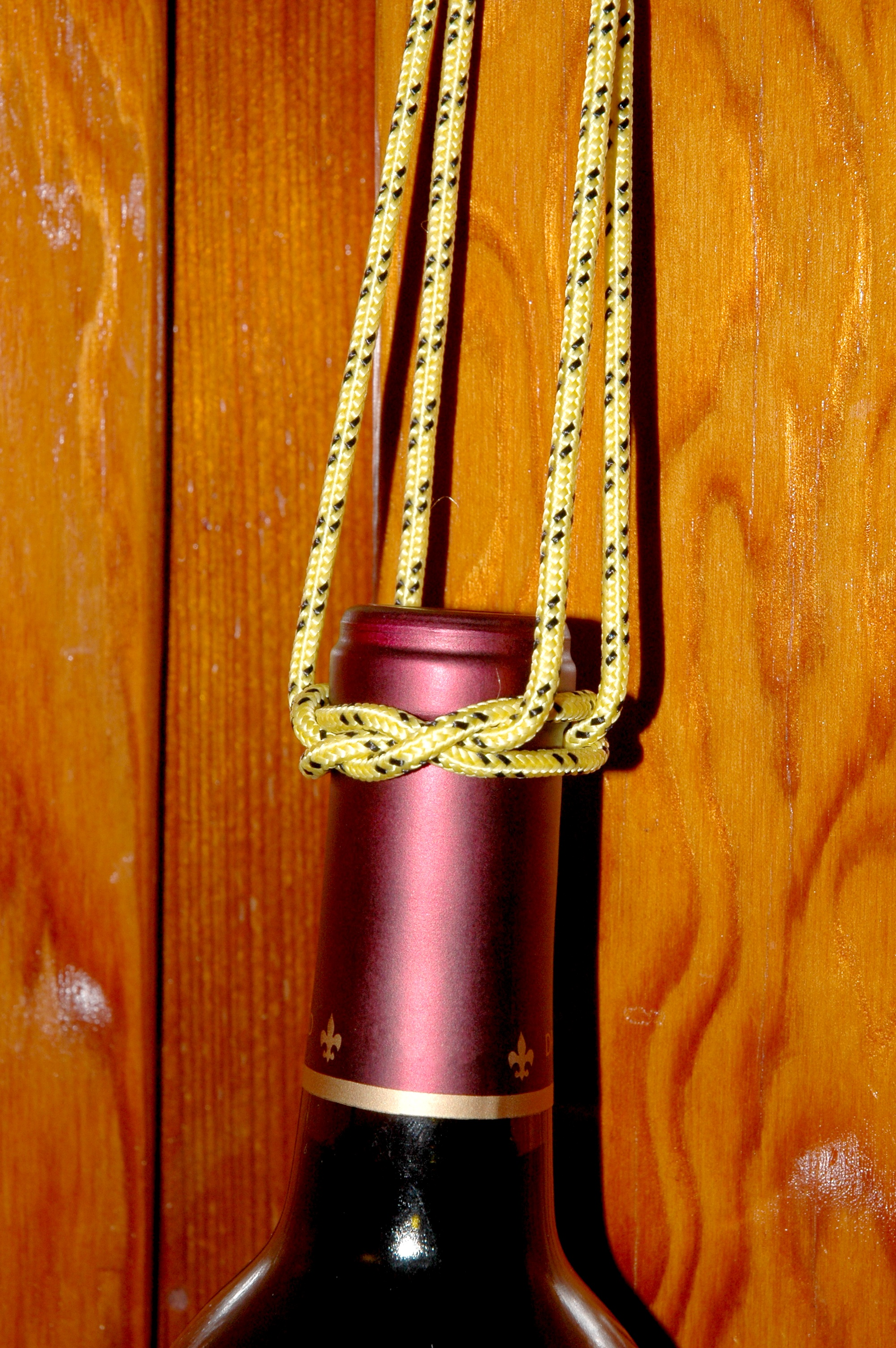
Flaska upphängd med säckknop

Engelsk säckknop är en knop som främst användes av engelska sjöfarare till att knyta ihop säckar med. Den är mycket praktisk, eftersom man enkelt kan lösa upp den genom att dra i en liten ände. Men dess ursprungliga och viktigaste funktion var att man enkelt skulle kunna identifiera en säck som öppnats av någon obehörig. Eftersom den är relativt ovanlig och svår att kopiera kan inte vem som helst öppna säcken, stänga den igen, och sedan gå obemärkt därifrån. Ännu svårare blev det eftersom det på kungens penningsäckar var gjorda på en mycket tunn och fin guldtråd som väldigt få hade tillgång till och när man slagit knopen klipptes ändarna av så det blev närmast omöjligt att återanvända tråden.

## Slagning
Säckknuten är i viss mån besläktad med kärleksknuten. Den kan utföras på flera sätt:
- Man börjar liksom vid kärleksknuten, lägger snöret dubbelt och viker ned bukten tvärs över de två parterna, så att en dubbelögla bildas. Nu drar man den ena öglan något under den andra, så att en öppning bildas mellan dem och omfattas av dem båda. I stället för att som vid kärleksknuten ta den tvärgående parten direkt ut genom den nämnda öppningen, tar man den under understa parten, sedan över, under och över de följande. Slutligen vikas öglorna ned, en på baksidan, den andra på framsidan och knuten är färdig.

Öhrvall beskriver också hur knuten kan göras med en liten modifiering av det nyss beskrivna:
- Man börjar som nyss beskrivits med dubbelöglan, drar ena bukten under den andra, viker ned den och fasthåller den med vänstra handen, som förut håller fast de två fria parterna och den tvärgående parten (för att hålla reda på bukterna kan man lämpligen sticka upp vänstra pekfingerspetsen mellan de två öglorna i dubbelöglan); sedan vikes parten ned på samma sätt som beskrivits ovan och slutligen fattas den tvärgående parten, som nu är fri, och dras ut till en bukt. Detta sätt torde vara det vanligaste sättet, och är i grunden detsamma, som det tidigare beskrivna.[a]

Säckknuten består, som man ser, av två symmetriskt lagda halvslag, som korsar varandra på sex ställen och är så inflätade i varandra, att om man sätter knuten omkring ett föremål, till exempel halsen på en säck, en stång eller liknande och sträcker de utgående parterna, två åt vardera hållet, så binder den av knuten bildade flätan sig själv och sitter fast. Det är en förträfflig knut, som förtjänar vara mera känd och använd än vad som är fallet. Den kan nämligen användas till mycket mer än att tillsluta en säck. Så till exempel om det gäller att hålla fast ett kärl (ett provrör, en glasbägare eller även större kärl); att fästa något vid eller omkring ett föremål eller att staga en mast och dylikt, kan den användas liksom toppsteket och är nästan säkrare än detta.
Säckknuten förekommer liksom toppsteket märkligt nog hos Oreibasios. Det torde vara otvivelakligt, säger Öhrvall, att den knut som Oreibasios beskriver under namnet ”diplóus karkhēsios”, inte är någon annan än säckknuten.
Öhrvall citerar från Oreibasios ett elegant sätt att göra knopen:
»Hur man gör den dubbla karkhēsios. Den dubbla karkhēsios är en knut med lika spänning åt båda håll, och mycket starkare än den enkla karkhêsios. Man gör den på följande sätt: man lägger ett snöre dubbelt, tar de fria parterna i vänstra handen, bukten får hänga fritt. Man gör nu på bortre parten ett halvslag [med bukten åt sig, högra parten över den vänstra]; man håller halvslaget med vänstra handen och drar den övriga delen av den hängande bukten genom halvslaget. Därpå vänder man knuten [180°, så att den bortre parten blir den hitre och tvärtom] och håller den [fortfarande] i vänstra handen. Sedan detta är gjort, bildar man på nytt ett halvslag på den [numera] bortre parten [även nu med bukten åt sig, men högra parten under den vänstra] och sätter halvslaget på knuten [nämligen så, att det omfattar högra bukten i den bildade överhandsknuten, vilken bukt då skjuter fram genom halvslaget ett stycke åt höger]. Slutligen tar man upp den nedhängande slyngan genom knuten [nämligen genom den nyssnämnda framskjutande högra bukten av överhandsknuten]. Sålunda uppstår knuten i mitten, under det man åt sidorna har åt ena hållet en bukt. åt det andra två fria parter.»
Detta eleganta sätt att göra säckknuten synes, skriver Öhrvall, ha fallit fullständigt i glömska.
Det är intressant att upptäcka att de gamla grekerna för mer än halvtannat tusen år sedan kände till en så pass invecklad knut som säckknuten och visste att använda den såväl inom kirurgin som inom sjöväsendet. Måhända kan man ännu finna den på mindre fartyg till exempel i grekiska arkipelagen, om man gör sig mödan att se efter.
Knuten bäres stundom av sjömän som prydnad frampå bröstet, bukten tas om nacken.
The Ashley Book of Knots har ett antal referenser till denna knop.
- Det finns inget bättre sätt att vattenflaskan än en Jar eller Jug sling (ABOK #260)
- Cowboys sägs ibland använda knopen som grimma (ABOK #1142)
- Knopen anges vara lämplig att använda när man skall bära en tung säck, varvid de båda lösa ändarna binds ihop så att knopen får två lika stora öglor. (ABOK #2007)
- Knopen är lämplig som lyftknop för behållare med smal hals (ABOK #2186)
- Knopen kan användas som en dekorativ knop vid knapp och knapphål (ABOK #2300)
- Ashley beskriver slutligen hur han svingade runt en flaska i apoteket till ägarens förskräckelse för att visa hur säker knopen är (ABOK #2554)

Säckknopen är en knop som kan användas för att ge ett handtag på en glas- eller keramikflaska med hal hals, så länge halsen vidgas lätt vid toppen.
Knopar som constrictor, ålstek, och mjölnarknopen liknar säckknopen på det sättet att när man slår den runt ett cylindriskt objekt, så behåller de greppet om föremålet efter att sträckningen av repen har släppt. Säckknopen tillåter en cylinder, om man förutsätter att den har en liten svag krage, att lyftas i axelns riktning när alla fyra repen belastas. Med lämplig tjocklek på repet, kan de flesta vinflaskor säkert bindas med denna knop.

## Historia
Säckknopen beskrevs i detalj av den gamle grekiske läkaren Heraklas i hans monografi över kirurgiska knopar och slingor, från första århundradet. Herakles kände väl till knopen och beskrev tre bindningsmetoder

## Fotnoter och källor